# Sebastião Rocha Leal
Sebastião Rocha Leal, ou simplesmente Sebastião Leal, (Uruçuí, 20 de janeiro de 1925 — Teresina, 5 de outubro de 1993) foi um odontólogo e político brasileiro. Exerceu oito mandatos de deputado estadual pelo Piauí, onde foi eleito vice-governador na chapa de Alberto Silva em 1970.

## Dados biográficos
Filho de Manoel Mendes Leal e Maria Rocha Leal. Formado em Odontologia na Universidade Federal do Maranhão, foi professor da Universidade Federal do Piauí. Eleito deputado estadual via PSD em 1958 e 1962, ingressou na ARENA quando o Regime Militar de 1964 impôs o bipartidarismo através do Ato Institucional Número Dois sendo reeleito em 1966. Frustrado em demover a indicação de Alberto Silva para governador do Piauí em 1970, Petrônio Portela articulou a escolha de Sebastião Leal como vice-governador a fim de preservar o equilíbrio de forças dentro do diretório estadual da ARENA. Secretário de Justiça nos governos de Petrônio Portela, Helvídio Nunes e Dirceu Arcoverde, foi secretário interino de Governo no primeiro governo Hugo Napoleão.
Reconduzido ao legislativo estadual em 1974 e 1978, ingressou no PDS e a seguir foi escolhido presidente do diretório estadual, reelegendo-se deputado estadual em 1982. Delegado da Assembleia Legislativa do Piauí por conta da eleição presidencial, votou em Tancredo Neves no Colégio Eleitoral em 1985. Após migrar para o PFL obteve novos mandatos em 1986 e 1990. Eleito presidente da Assembleia Legislativa do Piauí em 1993, faleceu no exercício do cargo e após sua morte seu legado continuou através de seu filho, Leal Júnior, eleito deputado estadual em 1994, 1998 e 2002.
Seu irmão gêmeo, Raimundo Leal, foi eleito deputado estadual pelo Maranhão em 1978, 1982, 1986 e 1990.

## Honrarias recebidas
Em sua homenagem o antigo povoado Irapuã, na microrregião de Bertolínia, foi elevado à condição de município com o nome de Sebastião Leal.